# Viva the Underdogs
Viva the Underdogs ist das erste Livealbum der australischen Metalcore-Band Parkway Drive. Das Album wurde am 27. März 2020 über Epitaph Records veröffentlicht. Gleichzeitig wurde ein gleichnamiger Dokumentarfilm über die Band veröffentlicht.

## Inhalt

### Dokumentation
Bereits während der Aufnahmen zum vorangegangenen Studioalbum Reverence begann die Band, Videomaterial für eine Dokumentation zu sammeln. Dabei wussten die Musiker noch nicht, welches konkrete Ziel sie damit verfolgen wollten. Später kam die Idee, einen Film zu drehen, der die Verbindung der Band zu ihren Fans aufzeigt und stärkt. Dass der Film mit dem Headliner-Auftritt von Parkway Drive beim Wacken Open Air 2019 enden würde, wussten die Musiker zum damaligen Zeitpunkt noch nicht. Zudem wollten die Musiker dokumentieren, wie es ist, ein Teil der Band zu sein und wie viel Arbeit dahinter steckt. Die Kernaussage der Dokumentation sollte sein, dass die Band es vom Underdog zum Festival-Headliner gebracht hat und dieses Ziel selbstbestimmt, selbst gemanagt und eigenmächtig erreicht hat. Ausgangspunkt für den Film ist der Beginn der Reverence-Tournee. Zunächst hatten die Musiker Angst davor, dass der Film „zu gut werden würde und alles glatt läuft“. Zwar traf es die Band hart, wenn etwas schieflief, jedoch hätten die Musiker laut Sänger Winston McCall wenige Tage später „darüber lachen können, weil sie etwas für ihren Film hätten“. Der Film endet mit dem Auftritt beim Wacken Open Air.
Regie führte Allan Hardy. Der Film feierte am 22. Januar 2020 seine Kinopremiere. Danach war der Film einmalig kostenlos online verfügbar und stand seitdem als kostenpflichtiger Download zur Verfügung. Ab dem 14. Juni 2021 steht der Film beim Streaming-Anbieter Netflix zur Verfügung.

### Livealbum
Für das Livealbum wurde der Auftritt von Parkway Drive beim Wacken Open Air vom 3. August 2019 mitgeschnitten. Die Band trat an diesem Tag als Headliner auf und spielte insgesamt 16 Titel. Von diesen 16 Titeln wurden elf für das Livealbum verwendet. Laut Sänger Winston McCall war ursprünglich geplant, dass ursprünglich nur vier oder fünf Lieder verwendet werden sollten. Allerdings wären die Musiker von der Qualität der Aufnahme beeindruckt gewesen, so dass schließlich mehr Lieder verwendet wurden. Die restlichen fünf Titel wurden rausgelassen, weil es laut McCall Probleme mit dem Sound gegeben hätte. Diese fünf Titel waren Wishing Wells, Vice Grip, Cemetary Blood, Writings on the Wall und Shadow Boxing. Die aufgenommenen Titel wurden nachträglich nicht bearbeitet. Bassist Jia „Pie“ O’Connor spielte das Konzert sitzend in einem Rollstuhl, da er sich zwei Tage vor der Abreise nach Wacken das Kreuzband riss.
Abgerundet wird das Livealbum durch drei Neuaufnahmen älterer Titel auf Deutsch. Die Idee hatte die Band, als ihr Tourmanager Stefan „Oise“ Ronsberger eines Tages im Backstagebereich eine Zeile aus dem Lied Vice Grip auf Deutsch sang, was den Musikern gefiel. Ronsberger nahm daraufhin Kontakt zum deutschen Rapper Casper auf. Dieser übersetzte den Text und kam später zu einem Konzert der Band und begann von sich aus, das Lied The Void auf Deutsch zu singen, was ihn an Metallica erinnert habe. Schließlich wurde auch das Lied Shadow Boxing bearbeitet, bei dem Casper als Gastsänger auftrat. Winston McCall sang bei den Aufnahmen pro Tag eine Stunde lang jeweils nur eine Zeile ein. Er holte sich in Sachen Aussprache Hilfe von seiner aus Berlin stammenden Schwägerin. Der ch-Laut im Wort „nichts“ wäre der schwierigste Teil gewesen, während McCall das Wort „Schattenboxen“ als Zungenbrecher bezeichnete. Mit den drei Titeln will sich die Band bei den deutschen Fans für ihre Unterstützung bedanken.

## Titelliste
| 1. Prey – 4:43 2. Carrion – 3:24 3. Karma – 4:27 4. The Void – 4:49 5. Idols and Anchors – 4:31 | 1. Dedicated – 3:40 2. Absolute Power – 4:22 3. Wild Eyes – 5:17 4. Chronos – 7:50 5. Crushed – 5:26 | 1. Bottom Feeder – 6:29 2. Würgegriff – 4:25 3. Die Leere – 3:53 4. Schattenboxen (feat. Casper) – 3:50 |

## Rezeption

### Rezensionen
Sebastian Kessler vom deutschen Magazin Metal Hammer schrieb, dass das Livealbum „brandheiße Erinnerungen an die pyrogeladene Show“ weckt. Bei den drei deutschen Titeln würde sich Winston McCall „respektabel deutlich artikulieren“ und „den Fluss der ursprünglichen Texte gelungen rüberbringen“. Gastrapper Casper würde Schattenboxen „mit seinen schnellen Raps seinen Stempel aufdrücken“. Dass dem Album ein Videomitschnitt des Wacken-Auftritts fehlt, bezeichnete Kessler als schade und vergab 5,5 von sieben Punkten. Tobias Kreutzer vom Onlinemagazin metal.de schrieb, dass das Livealbum Fans von Parkway Drive „problemlos fesseln sollte“. Die Idee mit den drei ins Deutsche übersetzten Lieder wäre „nett“, allerdings wäre die McCalls Aussprache „eher unfreiwillig komisch“.

### Chartplatzierungen
| ChartsChartplatzierungen | Höchstplatzierung | Wochen |
| ------------------------ | ----------------- | ------ |
| Deutschland (GfK)        | 5 (5 Wo.)         | 5      |
| Österreich (Ö3)          | 19 (1 Wo.)        | 1      |
| Schweiz (IFPI)           | 22 (1 Wo.)        | 1      |

### Musikpreise
Bei den ARIA Awards 2020 wurde Viva the Underdogs in der Kategorie Best Hard Rock/Heavy Metal Album nominiert. Der Preis ging jedoch an die Band King Gizzard & the Lizard Wizard für ihr Livealbum Chunky Shrapnel.